# 熱利戈夫斯基兵變

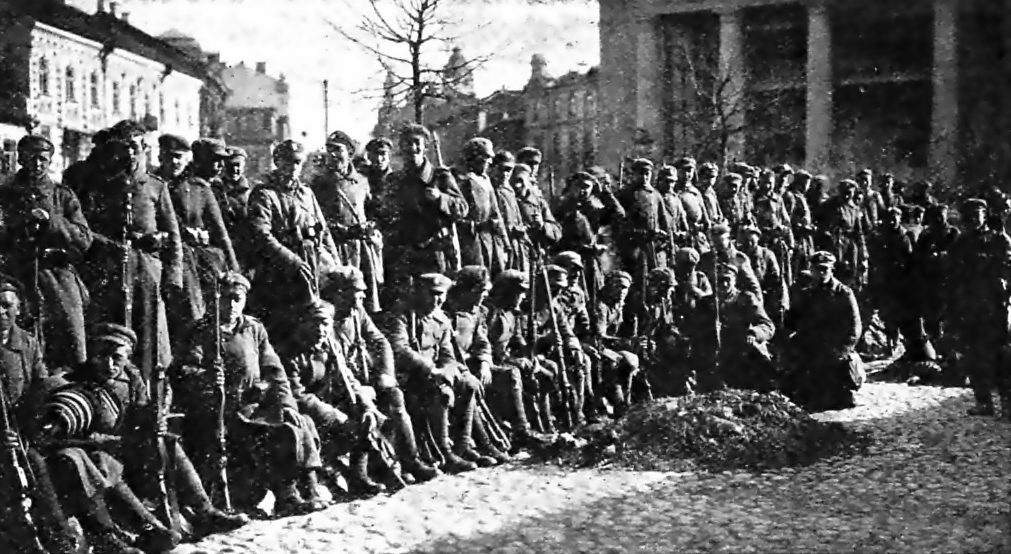
1920年在维尔纽斯的波兰士兵

热利戈夫斯基兵变（波蘭語：或żeligiada）是1920年10月由波兰将军卢茨扬·热利戈夫斯基领导的一次栽赃行动，其目的在于夺取维尔纽斯及其周边地区的控制权。这次兵变以热利戈夫斯基成功夺取维尔纽斯并成立中立陶宛共和国告终。此次行动受到波兰元首约瑟夫·毕苏斯基的秘密支持，他在几年后将真相公之于众。中立陶宛共和国于1922年被波兰正式吞并，次年国际社会接受了波兰对该地区拥有主权的事实。尽管如此，立陶宛仍不放弃对该地区主权的宣称。

## 背景

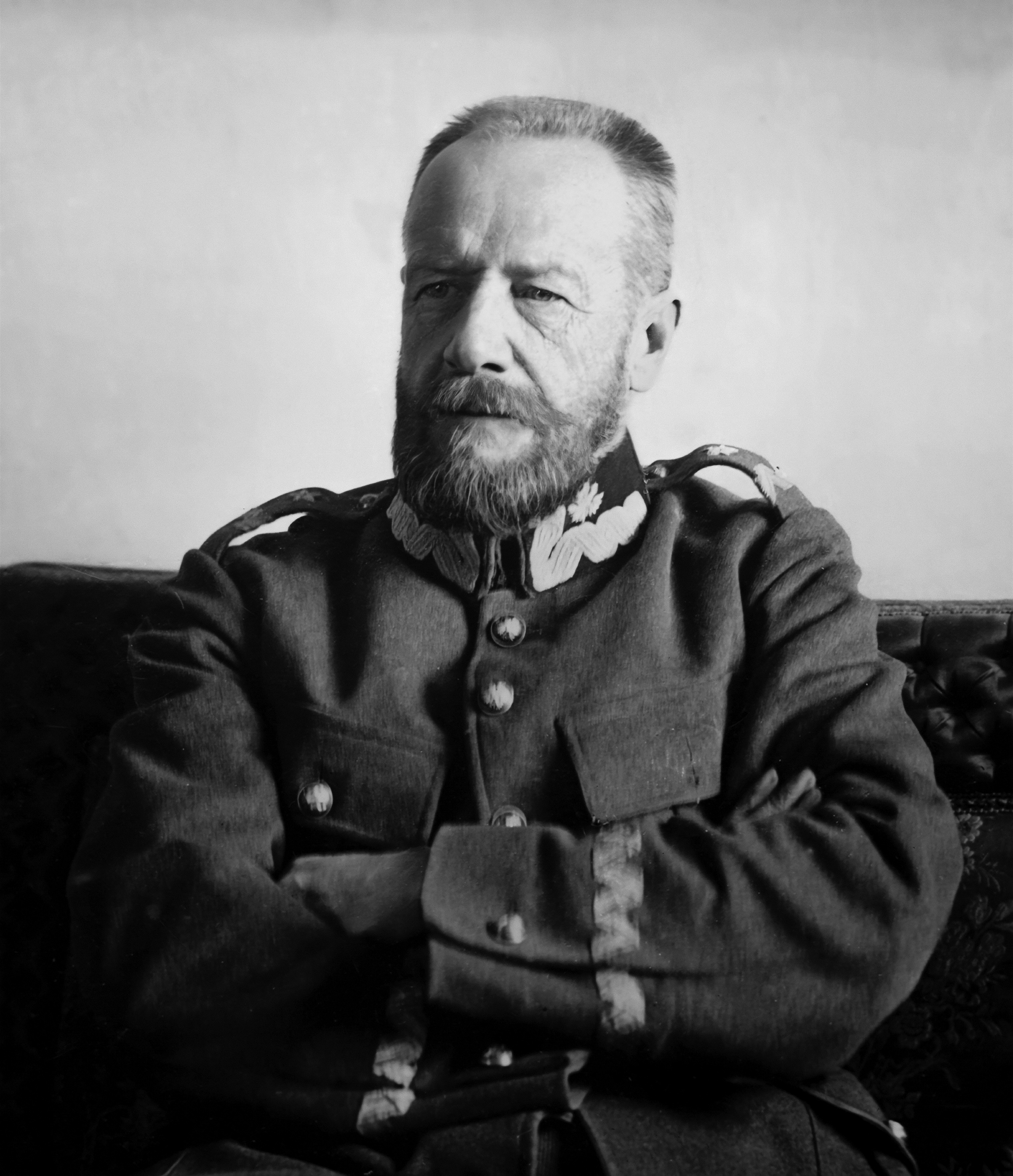
卢茨扬·热利戈夫斯基将军

维尔纽斯長期為立陶宛的首都。1919年，波苏战争爆發。维尔纽斯在1920年夏季攻势期间被苏联占领。因为战争期间立陶宛人允许苏联军队穿越立陶宛领土与波兰军队交战，因此苏联人决定将这一地区归还给立陶宛人。1920年末，苏联在华沙战役中被击败并全面撤退，波苏战争結束。
1920年10月上旬，在斯帕会议和苏瓦乌基会议的国际压力下，波兰人和立陶宛人在苏多瓦签署了停火协议，但由于维尔纽斯归属问题并未得到解决。波兰人主张维尔纽斯為波蘭領土，当时维尔纽斯仍有大约65%的居民讲波兰语，而立陶宛人大约只占该市人口的1-2%。而立陶宛指出维尔纽斯是其历史首都并坚称波兰对其主权的宣称毫无根据。波兰人不希望继续战争，因为波兰军队已经疲惫不堪，波兰国家元首约瑟夫·毕苏斯基仍然希望建立一个海间联邦，从而和一个对波兰友好的立陶宛结成同盟，但他同时希望维尔纽斯成为波兰勢力範圍的一部分。从立陶宛的角度来看，这是根本不可能的，因为许多立陶宛人认为波兰的影响是有害的，并且极度想摆脱自1386年雅盖沃大公与当时11岁的波兰王后雅德维加结婚时开始受到的波兰的影响。立陶宛民族主义者尤其反对与波兰有任何进一步的联系。
波兰和立陶宛原定于10月10日在苏瓦乌基地区遵守双方商定的停火协议，但波兰人决定發動假旗行動吞併維爾紐斯來繞開停火協議。约瑟夫·毕苏斯基還決定支持立陶宛的亲波兰派，但他們不能直接和波兰政府产生联系。

## 兵变

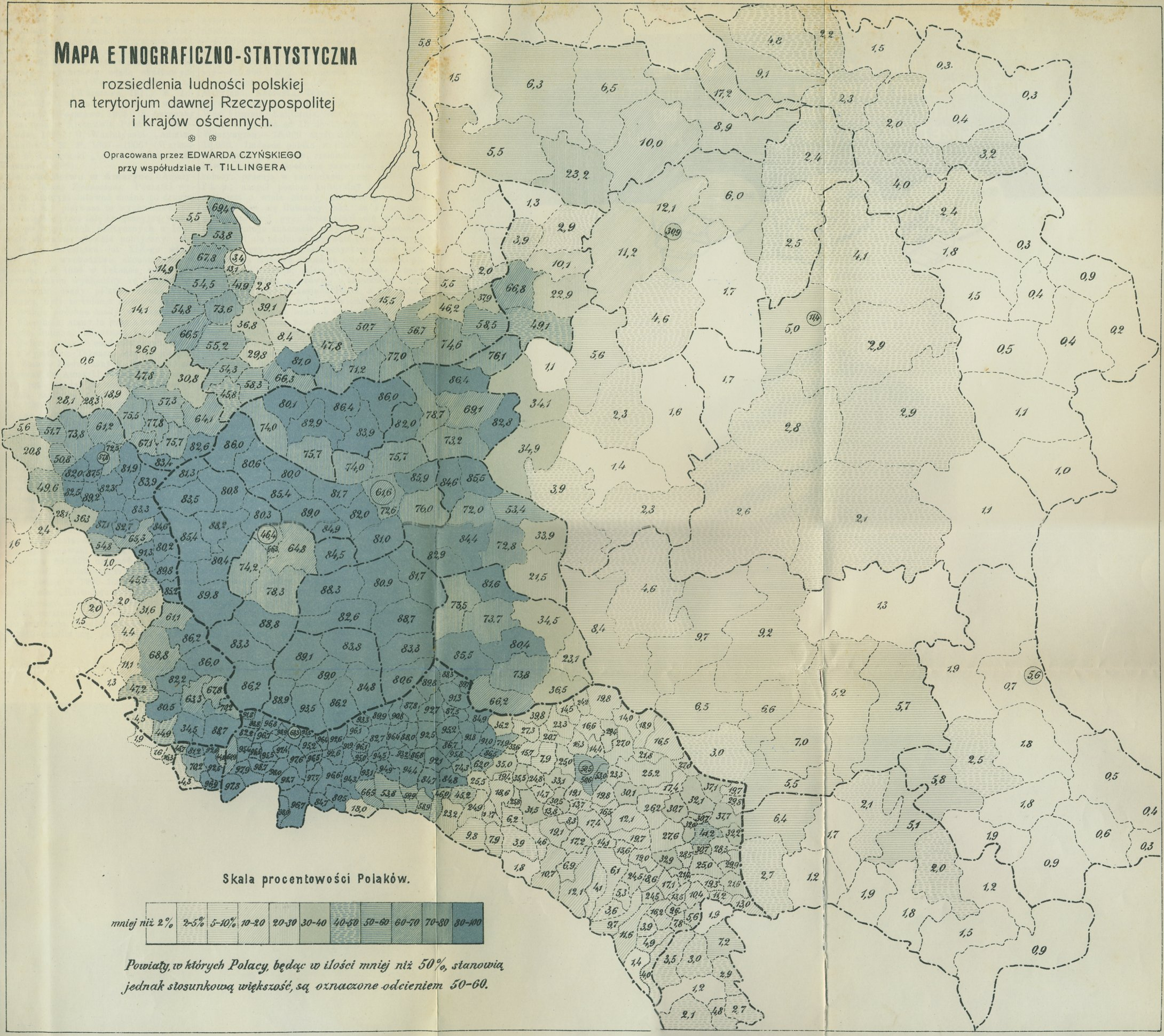
根据战前人口普查绘制的1912年波兰民族地图

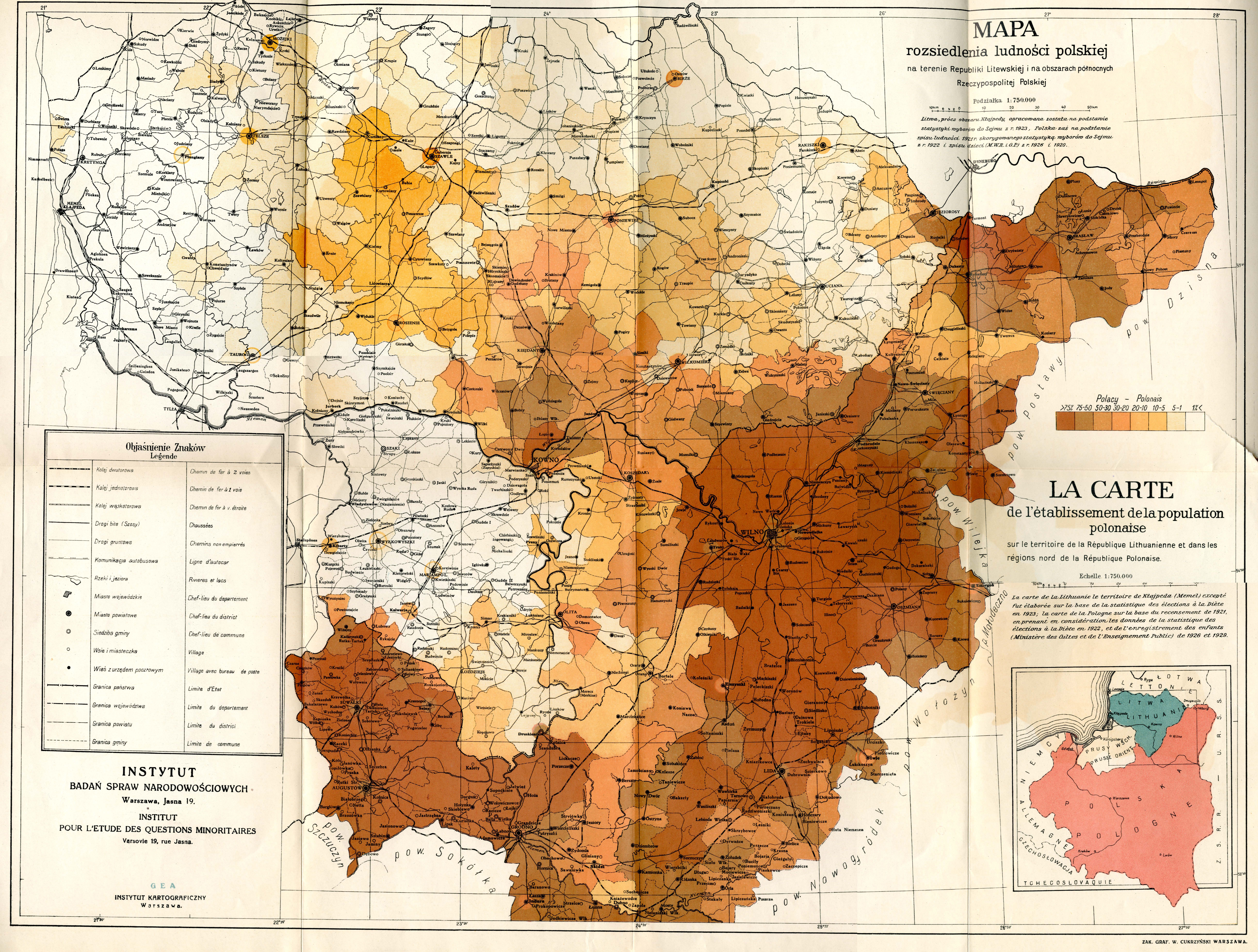
居住在立陶宛中部的波兰人口地图，約1920年

1920年10月，出身于原立陶宛领土的波兰将军卢茨扬·热利戈夫斯基被任命为第1立陶宛-白俄罗斯步兵师（主要由克雷西人组成）的指挥官。毕苏斯基早在1920年9月下旬就与热利戈夫斯基联系，建议其进行一次兵变並佔領維爾紐斯。他们准备了一项计划，由热利戈夫斯基和他麾下的部队假装从波蘭陸軍逃离，然后控制维尔纽斯市区和整个维尔纽斯区域。波兰政府將為维护其在国际舞台上的声誉否认其参与此事。
1920年10月6日，热利戈夫斯基将兵变计划告知了他的军官。那时他的部下没有人知道他是在毕苏斯基的支持下行事，有些人拒绝跟随他。热利戈夫斯基获得的支持并没有预想中多，以至于10月7日他不得不给毕苏斯基发信息说，由于他的部队缺乏支持，他无法执行这项行动。然而，最终大多数官兵还是决定跟随他，于是他将计划推行了下去。 

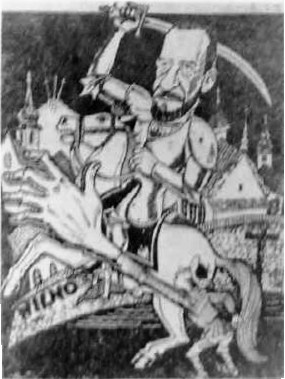
波兰漫画：立陶宛人试图阻止热利戈夫斯基将军夺取维尔纽斯

热利戈夫斯基的部队于10月8日上午（苏瓦乌基协议停火生效前两天）出发。那天，他宣布他将“将维尔纽斯从立陶宛的占领中解放出来”并“组建一个议会来决定争议领土的命运”。 
热利戈夫斯基的部队人数约为14,000人，以他的第1立陶宛-白俄罗斯步兵师为中心，他們在Rūdininkai森林附近击败了立陶宛第4步兵团，并再次在Jašiūnai附近发生了小规模冲突。波兰军队到达维尔纽斯附近，據悉交戰双方都只有“很少的伤亡”。
維爾紐斯地区的立陶宛军队寡不敌众，他們只是象征性地试图保卫维尔纽斯。10月9日，立陶宛军队主力因为预感到无法保卫首都从而从城市撤离。当波兰部队袭击维尔纽斯周围剩余的立陶宛防御工事时，该市的波兰人为波兰军队提供了支持，民兵部队发动起义并与仍在该市的立陶宛部队交战，平民在波兰军队进入维尔纽斯时欢迎他们。 
立陶宛政府的代表们将維爾紐斯的控制权交给了協約國驻派立陶宛的官员们。然而，热利戈夫斯基拒绝承认協約國官員，他们被迫离开这座城市。

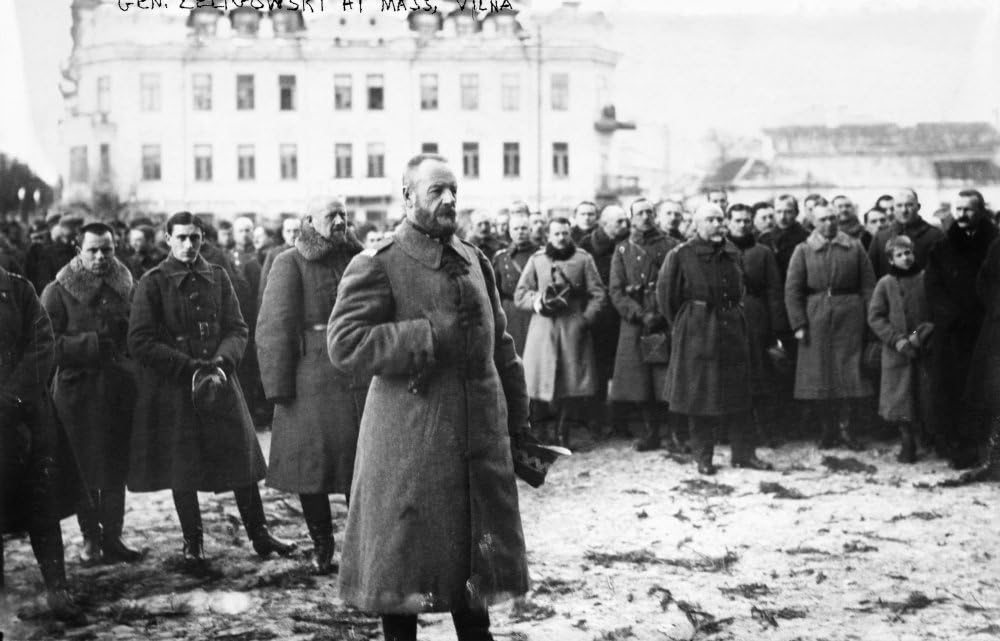
热利戈夫斯基将军统率着他的士兵，维尔纽斯，1920年

10月12日，热利戈夫斯基宣布该地区独立为中立陶宛共和国，首都为维尔纽斯。立陶宛拒绝承认中立陶宛共和国。大多数历史学家都同意这个国家对波兰保有依附关系，但他们在一定程度上不同意波兰历史学家Jerzy J. Lerski称其为傀儡政權的观点。 
与此同时，由20架飞机组成的波兰军队和由Butkiewicz上校指挥的第13骑兵团也加入了这次兵变。然而，波兰正规军受到苏瓦乌基协议的约束，并没有与立陶宛部队这条战线上交战。10月20日至21日，中立陶宛共和国军队与立陶宛军队在Pikeliškiai村附近再次发生战斗。11月7日，热利戈夫斯基的军队开始向Giedraičiai、 希爾溫托斯和凱代尼艾推进。立陶宛拒绝停火，于是热利戈夫斯基无视国际國際聯盟军事控制委员会提出的撤回至10月20-21日战线谈判的提议并继续进军。11月17日，苏俄提出向立陶宛提供军事援助，立陶宛人拒绝了。波兰骑兵突破了立陶宛的防线，并于11月18日抵達卡瓦爾斯卡斯并继续向考那斯推進。然而在11月19日至21日，立陶宛主力部队将热利戈夫斯基的主力部队擊退至Giedraičiai和希尔温托斯附近。
不過此時双方都已经筋疲力尽了。在國際聯盟的帮助下，双方于11月20日谈判达成停火协议，协议于1920年11月21日上午9点生效；在此之前，双方同意不采取任何进攻性行动。但立陶宛第7步兵团仍于11月20日至21日晚上在停火协议生效之前于Giedraičiai地区进行了反击，反击甚至在规定停火时间之后仍然繼續；这次反擊使立陶宛人奪取了Giedraičiai。立陶宛军队在国际联盟强硬的要求下停止了交火，停战协议最终于11月29日签署。
就在此时，毕苏斯基的亲密盟友、克拉约西运动的领导人米哈乌·皮乌斯·罗默与毕苏斯基决裂并决定站在新建立的立陶宛共和国一边，尽管毕苏斯基提出任命他为中立陶宛共和国的总理。

## 后果

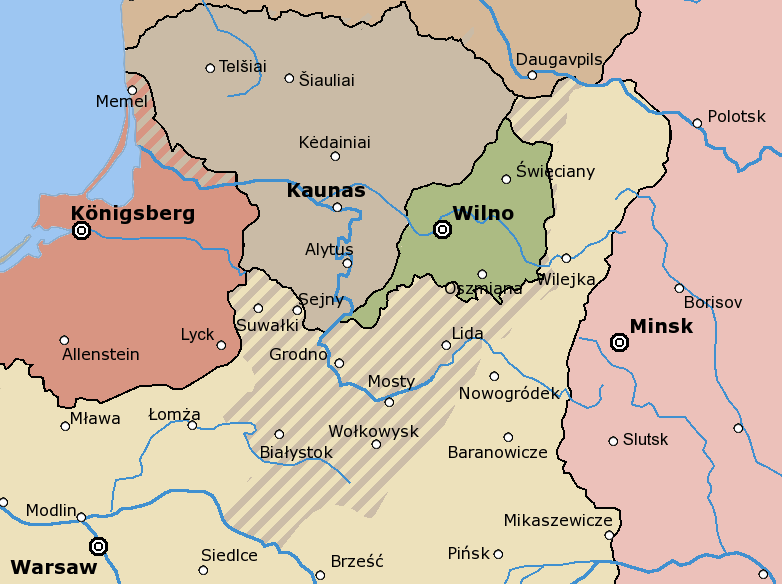
中立陶宛共和國（以绿色显示）

热利戈夫斯基成为新国家的事实上的军事獨裁者，但在稍後的选举后，他放弃了他的权力并将其转移给新选举产生的议会。热利戈夫斯基后来于1943年在伦敦出版的回忆录中谴责波兰吞并中立陶宛共和國，以及关闭白俄罗斯学校的政策和波兰的盟友对约瑟夫·毕苏斯基元帅的邦联计划的普遍漠视。
尽管波兰声称拥有维尔纽斯的主权，但国际联盟仍要求波兰撤出維爾紐斯。波兰拒绝了。原则上，英国和法国军队可以执行國際联盟的决定。然而，法国不希望与波兰对抗，因为波兰可能是未来对德战争的盟友，英国也不准备单独行动。因此，波兰人得以保住维尔纽斯，并在那里成立了临时政府（ Komisja Rządząca Litwy Środkowej ，立陶宛中央管理委员会）。很快临时政府就举行了议会选举。1922年，中立陶宛共和国议会投票赞成将他们的国家并入波兰第二共和国。同年2月20日，維爾紐斯议会决定維爾紐斯并入波兰並作为維爾諾省的首府。
1923年，就在國際聯盟承认现有局势并于3月15日接受波兰-立陶宛边界后不久，毕苏斯基于1923年8月24日公开承认热利戈夫斯基的兵变实际上是在他的知情和支持下进行的预先计划好的行动。
在波兰，兵变得到一些团体的支持，例如基督教民主党和左派分子，但遭到右翼民族民主党的批评。
兵变导致了毕苏斯基和伊格纳奇·扬·帕德雷夫斯基之间的严重分歧，后者曾经在为波兰独立争取国际支持方面发挥了重要作用。
波兰与立陶宛的关系在1927年国际联盟谈判后才开始正常化，但直到1938年波兰发出最后通牒，立陶宛才被迫与波兰建交，从而事实上接受了邻国的边界。不過纳粹德国和苏联占领波兰後，维尔纽斯又被歸還給立陶宛。